# Emanuel Aiwu
Emanuel Aiwu (ur. 25 grudnia 2000 w Innsbrucku) – austriacki piłkarz występujący na pozycji środkowego obrońcy w angielskim klubie Birmingham City, do którego jest wypożyczony z włoskiego zespołu Cremonese.